# 宮島英昭
宮島 英昭（みやじま ひであき、1955年 - ）は、日本の経済学者。専門は現代日本経済研究、日本経済史。学校法人早稲田大学常任理事、早稲田大学商学学術院教授。
早稲田大学ファイナンス総合研究所副所長、独立行政法人経済産業研究所ファカルティ・フェロー。東京財団仮想制度研究所（VCASI）フェローも務める。

## 経歴
千葉県東葛飾郡流山町（現:流山市）出身。

### 学歴
- 1978年　立教大学経済学部卒業
- 1980年　立教大学大学院経済学研究科修士課程修了
- 1985年　東京大学大学院経済学研究科第2種博士課程修了
- 2005年　早稲田大学博士（商学）

### 職歴
- 1985年-87年　東京大学社会科学研究所助手
- 1989年-94年　早稲田大学商学部助教授
- 1995年-　同学部教授
- 1992年-94年　ハーバード大学客員研究員
- 2006年-10年　早稲田大学高等研究所副所長
- 2010年-　早稲田大学高等研究所長
- 2018年-　学校法人早稲田大学常任理事[1]

## 著書
- 『産業政策と企業統治の経済史：日本経済発展のミクロ分析』（有斐閣、2004年）
- 『現代日本経済』（橋本寿朗・長谷川信との共著）（有斐閣、2006年）
- "Corporate Governance in Japan: Institutional Change and Organizational Diversity" (with Masahiko Aoki, Gregory Jackson), Oxford University Press, Forthcoming
- "Changes and Continuity in Japan," RoutledgeCurzon Press (with Syed Maswood and David Graham)、2002
- "Competition for Competitiveness,Business Government Relationships in the Golden Age" Oxford University Press, (with T. Kikkawa and T.Hikino), 1999